# La Granadella
La Granadella là một đô thị trong tỉnh Lleida, cộng đồng tự trị Cataluña Tây Ban Nha. Đô thị La Granadella có diện tích là 88,7 ki-lô-mét vuông, dân số năm 2009 là 772 người với mật độ 8,7 người/km². Đô thị La Granadella có cự ly km so với tỉnh lỵ Lleida.